# Auckland International 2001
Die Auckland International 2001 im Badminton fanden Mitte Juli 2001 statt.

## Die Sieger und Platzierten
| Disziplin    | Gold                                  | Silber                         | Bronze                                |
| ------------ | ------------------------------------- | ------------------------------ | ------------------------------------- |
| Herreneinzel | Geoffrey Bellingham                   | Stuart Brehaut                 | Alan Yang                             |
| Herreneinzel | Geoffrey Bellingham                   | Stuart Brehaut                 | John Gordon                           |
| Dameneinzel  | Lenny Permana                         | Anna Rice                      | Rayoni Head                           |
| Dameneinzel  | Lenny Permana                         | Anna Rice                      | Jane Crabtree                         |
| Herrendoppel | Takanori Aoki Toru Matsumoto          | Chris Blair Daniel Shirley     | Geoffrey Bellingham John Gordon       |
| Herrendoppel | Takanori Aoki Toru Matsumoto          | Chris Blair Daniel Shirley     | Boyd Cooper Travis Denney             |
| Damendoppel  | Tammy Jenkins Rhona Robertson         | Rhonda Cator Kate Wilson-Smith | Nicole Gordon Rebecca Gordon          |
| Damendoppel  | Tammy Jenkins Rhona Robertson         | Rhonda Cator Kate Wilson-Smith | Rachel Hindley Sara Runesten-Petersen |
| Mixed        | Daniel Shirley Sara Runesten-Petersen | Nick Hall Tammy Jenkins        | John Moody Lianne Shirley             |
| Mixed        | Daniel Shirley Sara Runesten-Petersen | Nick Hall Tammy Jenkins        | Chris Blair Rhona Robertson           |